# 萬福院
萬福院（まんぷくいん）は、愛知県名古屋市中区栄五丁目にある真言宗智山派の仏教寺院。

## 概要
成田山新勝寺の分院で、なごや七福神の福禄寿を祀る。交通安全の祈祷も行っている。縁日は1日、28日である。

## 歴史
重秀法師により、清洲（現在の清須市）に建立。その後、清洲越しにより中区南鍛冶屋町（現在の愛知県名古屋市中区栄三丁目のラシックの場所）に移転。
延宝4年（1676年）8世 政学が中興し、元禄4年（1691年）護摩堂建立、十一面観音菩薩、二脇侍不動明王、多聞天を安置、太神宮、天満宮、辯才天を勧請し鎮守とする。1896年（明治29年）24世 實然が本堂、庫裡を再建。大正年間、新勝寺より不動明王を勧請し本尊とし、潮音山から成田山になった。太平洋戦争時に1度消失したものの、1955年（昭和30年）に再建された。2002年（平成14年）春には名古屋市中区栄五丁目へ移転した。

## 境内
- 本堂 - 五大明王
- 弘法堂 - 福禄寿を安置。

## イベント
毎年2月3日の節分には豆まきが行われており、スペシャルゲストとして角界、アスリート、格闘家、アイドル、芸人等の著名人が招かれている。午前11時、午後1時と3時の3回、ゲストと一緒に豆まきを行う。1階の駐車スペースに設けられた特設ステージで1回、直後に本堂にて1回の合計6回の豆まきが通例となっている。本堂でゲストと豆まきをするには順番があるため運が必要であるが（その時間にたまたま自分が豆まきの出番にならないと合わないため、調整するのは極めて難しい）、特設ステージではオープンになっているため、整理券等の必要もなく誰でもゲストとの豆まきに参加できる。が、会場が広くないため満員になることも多い。

### 主なゲスト
- 2005年（平成17年） - 武藤敬司、天山広吉
- 2006年（平成18年） - コロッケ
- 2007年（平成19年） - 琴欧州
- 2008年（平成20年） - 琴光喜
- 2009年（平成21年） - アントニオ猪木
- 2010年（平成22年） - 板東英二、矢野きよ実
- 2011年（平成23年） - 立浪和義、名古屋おもてなし武将隊
- 2012年（平成24年） - 琴奨菊、あいち戦国姫隊
- 2013年（平成25年） - 小川佳純、楢﨑正剛、増川隆洋、阿部翔平
- 2014年（平成26年） - 吉田沙保里、栄和人
- 2015年（平成27年） - 勢翔太、SKE48
- 2016年（平成28年） - 立浪和義、和田一浩、SKE48
- 2017年（平成29年） - 登坂絵莉、土性沙羅、栄和人、BOYS AND MEN
- 2018年（平成30年） - 川上憲伸、マギー審司、永島聖羅、憲俊、MNcorps、マーナイス鈴木
- 2019年（平成31年） - 田村侑久、田中美奈子、熊切あさ美